# NGC 6172
NGC 6172 (другие обозначения — IC 1213, UGC 10352, MCG 0-42-3, ZWG 24.9, NPM1G -01.0494, PGC 57937) — эллиптическая галактика (E) в созвездии Змея.
Этот объект входит в число перечисленных в оригинальной редакции «Нового общего каталога».
В галактике вспыхнула сверхновая SN 2007bj типа Ia, её пиковая видимая звездная величина составила 15,1.